# Hurbache
Hurbache est une commune française située dans le département des Vosges, en région Grand Est.
Ses habitants sont appelés les Hurbachois.

## Géographie

### Localisation
Comme son nom l'indique, Hurbache est arrosé par le Hure, un affluent droit de la Meurthe.

### Géologie et relief
La vallée est entourée de forêts et de pâturages.
La commune d'Hurbache fait partie de la communauté d'agglomération de Saint-Dié-des-Vosges.
| Moyenmoutier | Denipaire | Denipaire           |
| La Voivre    | Hurbache  | Denipaire           |
| La Voivre    | La Voivre | Saint-Jean-d'Ormont |

### Hydrographie et les eaux souterraines
Hydrogéologie et climatologie : Système d’information pour la gestion des eaux souterraines du bassin Rhin-Meuse :
Territoire communal : Occupation du sol (Corinne Land Cover); Cours d'eau (BD Carthage),
Géologie : Carte géologique; Coupes géologiques et techniques,
 Hydrogéologie : Masses d'eau souterraine; BD Lisa; Cartes piézométriques.
La commune est située dans le bassin versant du Rhin au sein du bassin Rhin-Meuse. Elle est drainée par la ruisseau la Hure,.
La Hure, d'une longueur totale de 15,1 km, prend sa source dans la commune de Ban-de-Sapt et se jette dans la Meurthe à Étival-Clairefontaine, après avoir traversé six communes.

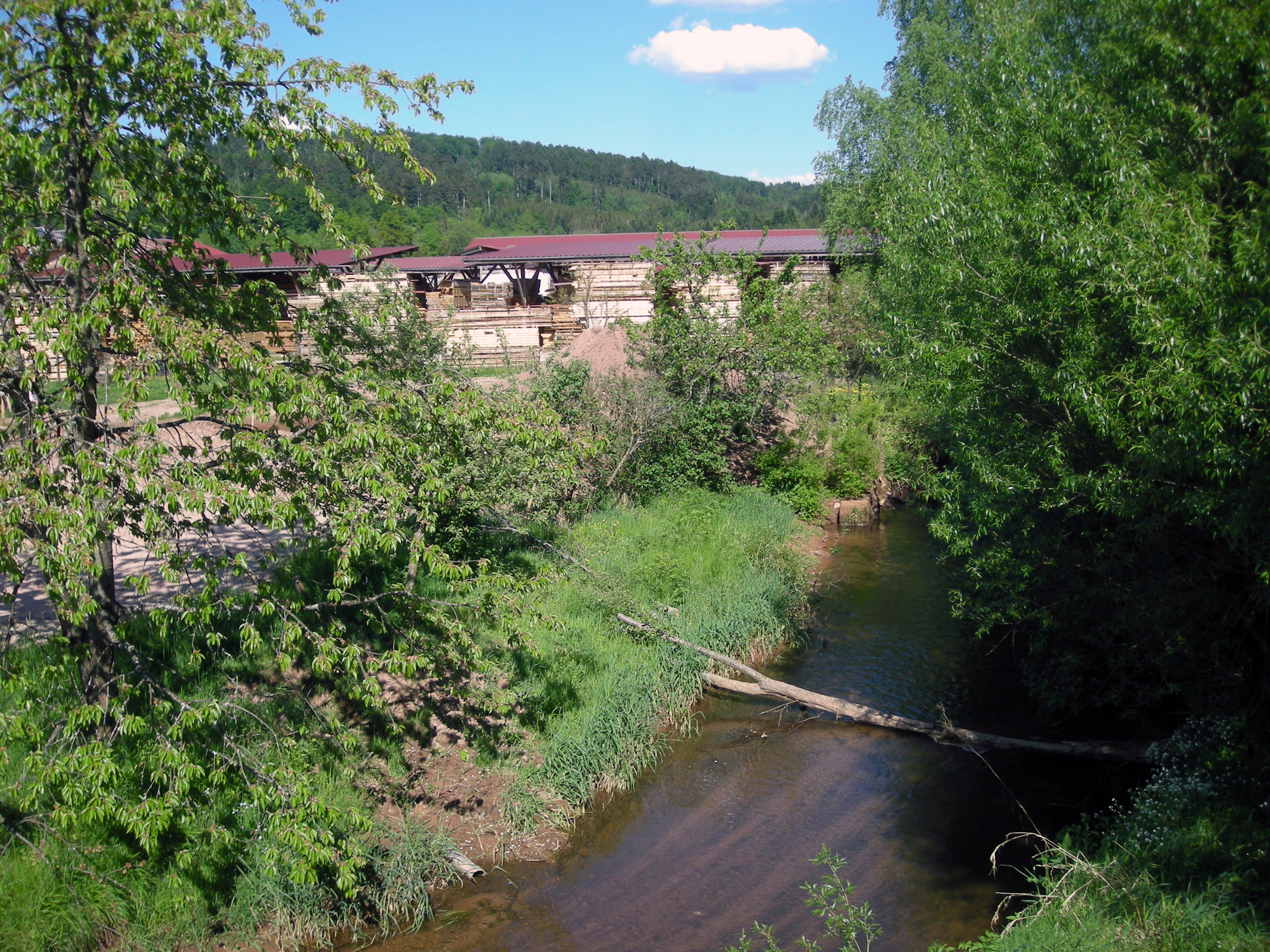
Le Hure.
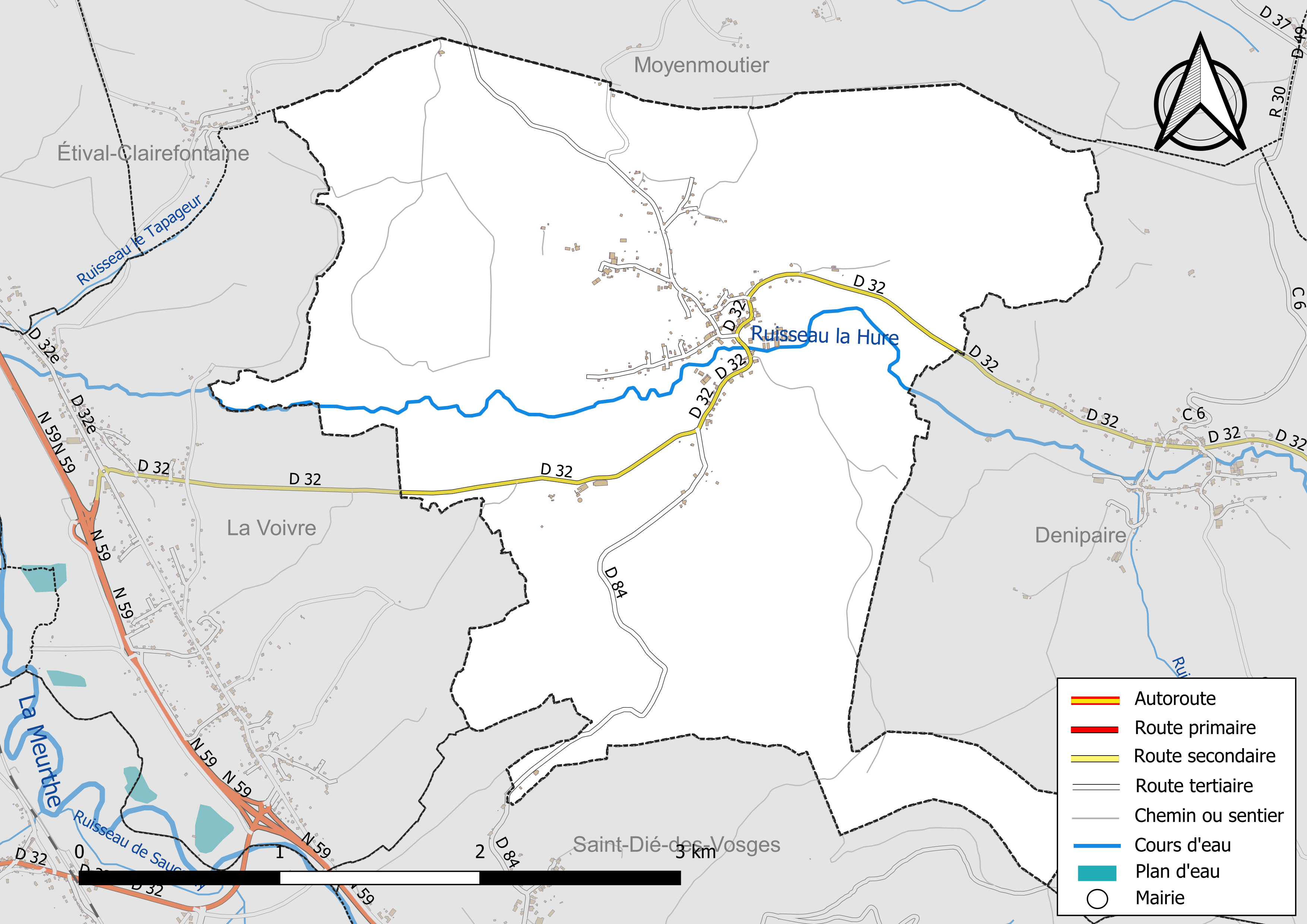
Réseaux hydrographique et routier d'Hurbache.

La qualité des eaux de baignade et des cours d’eau peut être consultée sur un site dédié géré par les agences de l’eau et l’Agence française pour la biodiversité.

### Climat
Pour des articles plus généraux, voir Climat du Grand Est et Climat des Vosges.
En 2010, le climat de la commune est de type climat de montagne, selon une étude du Centre national de la recherche scientifique s'appuyant sur une série de données couvrant la période 1971-2000. En 2020, Météo-France publie une typologie des climats de la France métropolitaine dans laquelle la commune est exposée à un climat semi-continental et est dans la région climatique  Vosges, caractérisée par une pluviométrie très élevée (1 500 à 2 000 mm/an) en toutes saisons et un hiver rude (moins de 1 °C). 
Pour la période 1971-2000, la température annuelle moyenne est de 9,5 °C, avec une amplitude thermique annuelle de 17,1 °C. Le cumul annuel moyen de précipitations est de 1 183 mm, avec 13,4 jours de précipitations en janvier et 10,5 jours en juillet. Pour la période 1991-2020, la température moyenne annuelle observée sur la station météorologique de Météo-France la plus proche, « Ban-de-Sapt », sur la commune de Ban-de-Sapt à 6 km à vol d'oiseau, est de 10,3 °C et le cumul annuel moyen de précipitations est de 1 027,3 mm. 
La température maximale relevée sur cette station est de 36,9 °C, atteinte le 7 août 2015 ; la température minimale est de −17 °C, atteinte le 19 décembre 2009,,. 
Les paramètres climatiques de la commune ont été estimés pour le milieu du siècle (2041-2070) selon différents scénarios d'émission de gaz à effet de serre à partir des nouvelles projections climatiques de référence DRIAS-2020. Ils sont consultables sur un site dédié publié par Météo-France en novembre 2022.

## Urbanisme

### Typologie
Au 1er janvier 2024, Hurbache est catégorisée commune rurale à habitat dispersé, selon la nouvelle grille communale de densité à sept niveaux définie par l'Insee en 2022.
Elle est située hors unité urbaine. Par ailleurs la commune fait partie de l'aire d'attraction de Saint-Dié-des-Vosges, dont elle est une commune de la couronne,. Cette aire, qui regroupe 47 communes, est catégorisée dans les aires de 50 000 à moins de 200 000 habitants,.

### Occupation des sols
L'occupation des sols de la commune, telle qu'elle ressort de la base de données européenne d’occupation biophysique des sols Corine Land Cover (CLC), est marquée par l'importance des forêts et milieux semi-naturels (61,8 % en 2018), une proportion sensiblement équivalente à celle de 1990 (62,1 %). La répartition détaillée en 2018 est la suivante : 
forêts (61,8 %), prairies (34,2 %), zones urbanisées (4 %). L'évolution de l’occupation des sols de la commune et de ses infrastructures peut être observée sur les différentes représentations cartographiques du territoire : la carte de Cassini (XVIIIe siècle), la carte d'état-major (1820-1866) et les cartes ou photos aériennes de l'IGN pour la période actuelle (1950 à aujourd'hui).

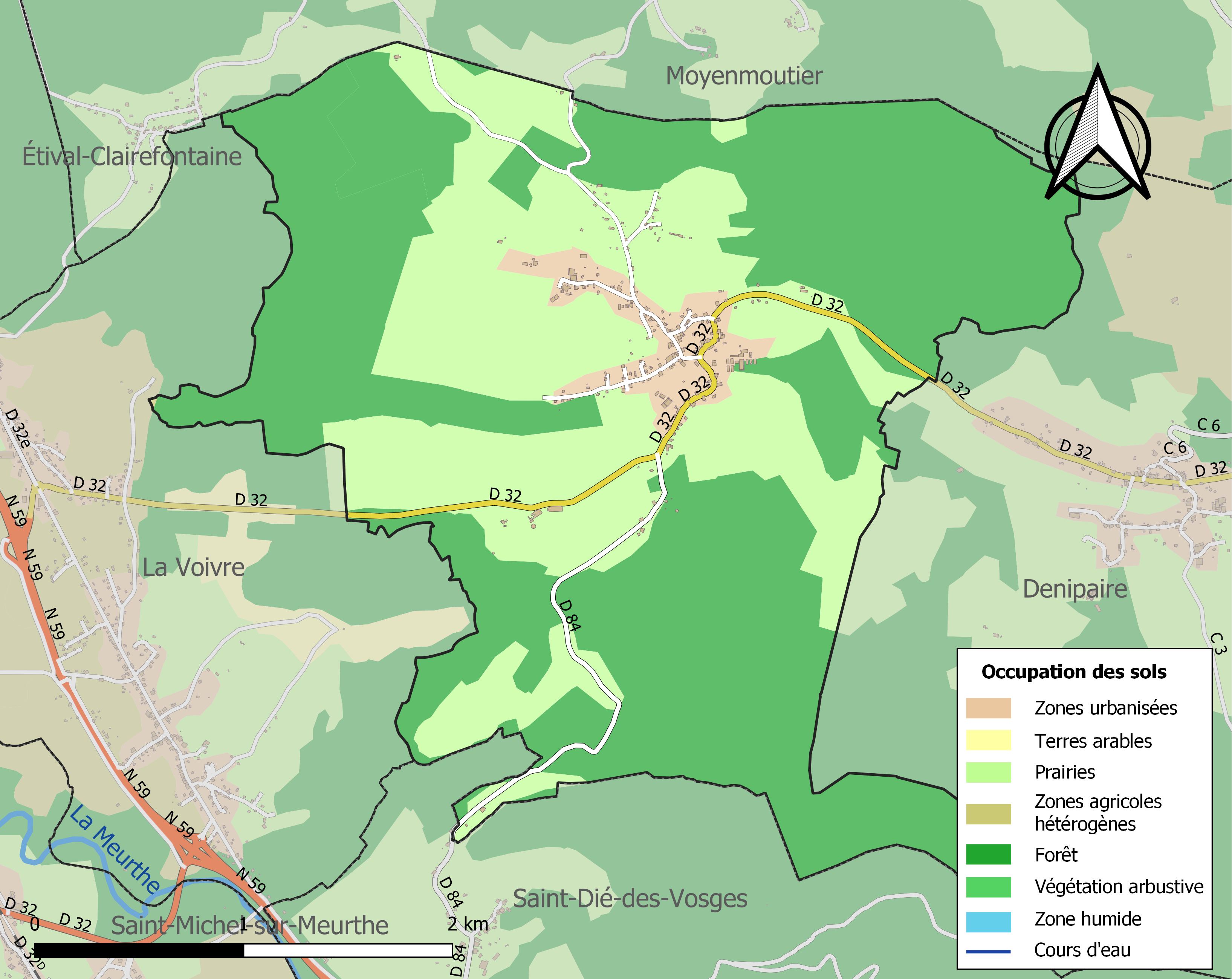
Carte des infrastructures et de l'occupation des sols de la commune en 2018 (CLC).

## Toponymie
Le nom de la localité est attesté sous les formes Urbaciacum (1141) ; Bannum de Hurbach (1187) ; Bannum de Hurbachio (1209) ; Hurebaiche (1257) ; Horbacum (XIIIe siècle) ; « Lou mostier saint Esteinne de Hurbech » (1310) ; Jehans de Hurebaich (1333) ; Johans von Hurbetzch (1344) ; Jehan de Hurbaiche (1347) ; In banno de dicto Hurbacho (1360) ; On ban de Hurbach (1361) ; Hurbesche (1396) ; Le ban de Hurbesche (XVe siècle) ; Hurbaiche (1534) ; Urbache ou Hurbache (1753) ; Hurini fontana (1768).

Du germanique hur et bach « ruisseau marécageux », a désigné d'abord le cours d'eau, puis le village,.
Généralement, la francisation des bach est bac (à l'oral), alors qu'ici c'est un cas en -che, comme le Robache.

## Histoire
Un passage de voie sur les hauteurs septentrionales du territoire communal, la fameuse via salinatoria antique ou voie des Saulniers médiévale, atteste d'une dense présence gallo-romaine. Des tronçons de cette voie ancienne servent encore à l'aube du XVIIIe siècle aux marchands lorrains et alsaciens pour rejoindre la vallée de la Meurthe ou la plaine rhénane par le col de Steige et le Val de Villé. Rappelons par ailleurs qu'une fraction du camp celtique de la Bure relève du territoire communal d'Hurbache.
Le ban d'Hurbache, englobant à l'origine La Voivre (c'est-à-dire les rives de Meurthe) et Saint-Jean-d'Ormont (c'est-à-dire les sources du Hure sous l'antique chaîne forestière de l'Ormont) est le fruit d'une segmentation carolingienne tardive du grand ban religieux de Moyenmoutier. Les érudits philomates ayant retrouvé les appellations diverses des scribes ; proposons en un commentaire prudent :
- et cum fontana hurinega dans la charte fondatrice du ban mérovingien de Gondelbert de 661 : l'expression signale l'inclusion d'une fontaine (fontana) de l'Ormont (Hurinega montes) dans l'extrême limite du ban. Il semble qu'il s'agisse d'une fraction de Saint-Jean d'Ormont et non d'Hurbache ;
- Hurini fontana en 661 : la lecture est délicate, mais Hurini désigne sans doute le Houx ou petit Hure des origines, là où est fondé le hameau noyau primitif d'Hurbache ;
- Urbaciacum en 1140 : la désinence latine en -iacum marque l'apparition de la racine du nom. Il s'agit d'un nom de l'assemblée du ban, aux pouvoirs limités, qui se doit d'obéir aux injonctions de l'abbé médianimonastérien ;
- et alias apud Orbacum en 1128 : l'écriture simplifié latine confirmerait qu'il s'agisse du ban en assemblée ;
- et cellula Erardi in vico de Horbaco avant 1150 : la cellule du moine Erard se trouve dans le modeste bourg rural d'Hurbache ;
- seu Hurbacho sita après 1150 : la tentation populaire s'affirme de rappeler le lien entre la rivière Hure ou son affluent Hurini, et le chef-lieu du ban. La prononciation dialectale en ancien français est influencée par des traces relictuelles de gaulois. Le h est aspiré, le ch est sans doute l'évolution du k en hh dialectal. Hur(o)bacho peut même désigner le ruisseau du Hure ou la vallée large du Hure ;
- Hurbech en 1310 : le nom dialectal semble avoir définitivement contaminé la prononciation savante latine. La langue dominante est l'ancien français ;
- Hurebaiche en 1341 : la graphie évolue pour se calquer sur le son entendu ;
- les autres prés d'Horbach après 1510 : Voilà une tentative humaniste pour retrouver la source latine savante, au moins limitée à la première syllabe.

Le toponyme semble résulter de la fusion de l'orbe (nom de lieu d'assemblée antique et de collecte fiscale du ban, à l'origine de divers toponymes vosgiens tels Orbey ou Urbeis) et de la signalisation populaire du relief et de l'écoulement des eaux (Hure et/ou son affluent en tant que ruisseau(x) et petite(s) vallée(s)).
Le ban et la seigneurie d'Hurbache est une entité médiévale prospère et populeuse.
La commune a été décorée le 22 octobre 1921 de la croix de guerre 1914-1918.

## Finances locales

### Budget et fiscalité 2022

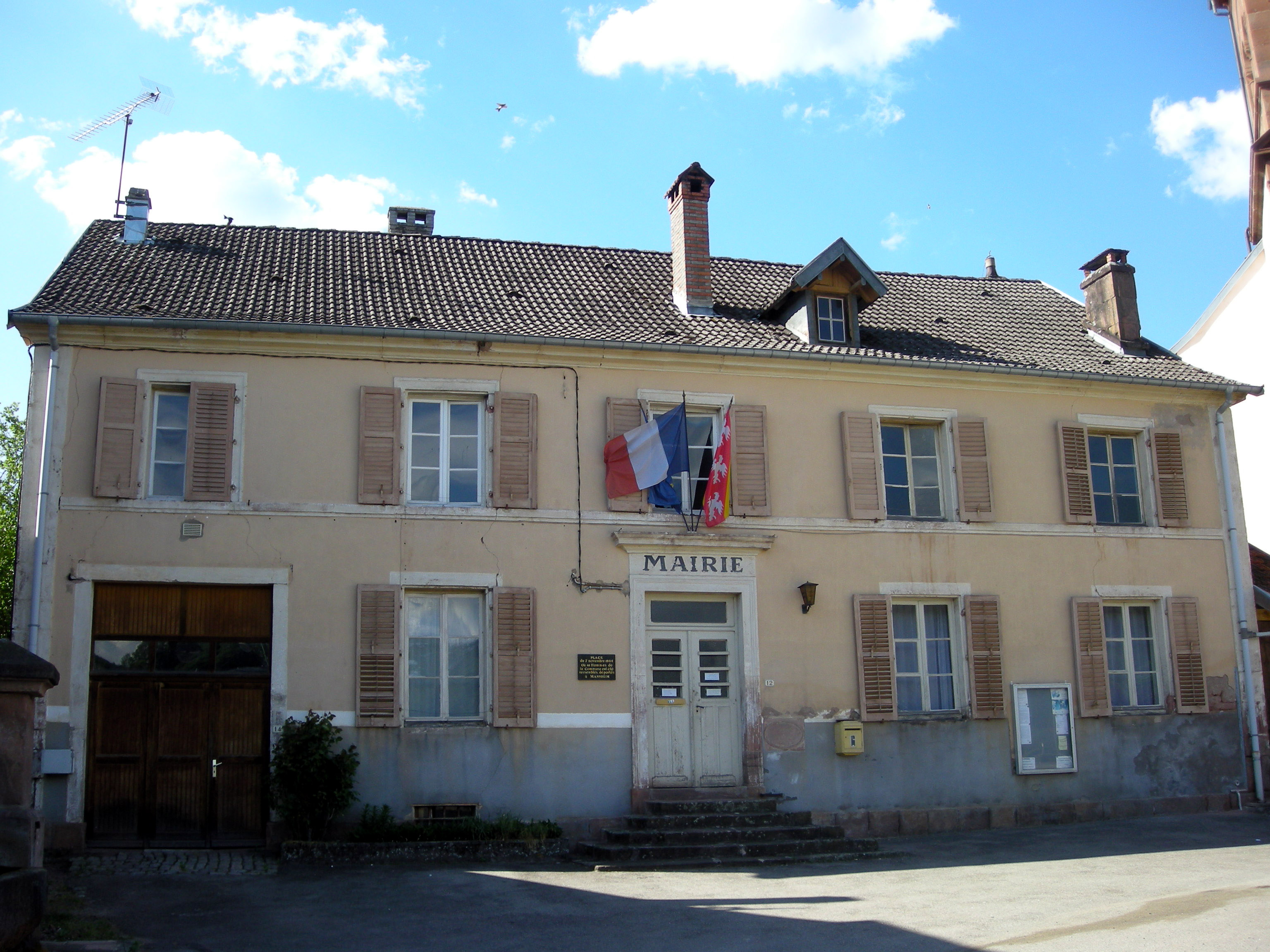
La mairie.

En 2022, le budget de la commune était constitué ainsi :
- total des produits de fonctionnement : 264 000 €, soit 794 € par habitant ;
- total des charges de fonctionnement : 175 000 €, soit 526 € par habitant ;
- total des ressources d'investissement : 7 000 €, soit 22 € par habitant ;
- total des emplois d'investissement : 36 000 €, soit 108 € par habitant ;
- endettement : 53 000 €, soit 158 € par habitant.

Avec les taux de fiscalité suivants :
- taxe d'habitation : 25,14 % ;
- taxe foncière sur les propriétés bâties : 41,34 % ;
- taxe foncière sur les propriétés non bâties : 26,78 % ;
- taxe additionnelle à la taxe foncière sur les propriétés non bâties : 0,00 % ;
- cotisation foncière des entreprises : 0,00 %.

Chiffres clés Revenus et pauvreté des ménages en 2021 : médiane en 2021 du revenu disponible, par unité de consommation : 22 440 €.

### Liste des maires
| Période                                  | Période                       | Identité                                 | Étiquette | Qualité                                              |
| ---------------------------------------- | ----------------------------- | ---------------------------------------- | --------- | ---------------------------------------------------- |
| Les données manquantes sont à compléter. |                               |                                          |           |                                                      |
| 1835                                     | (?)                           | Jean-François de Crevoisier de Vomécourt |           | officier de gendarmerie en retraite                  |
| 1879                                     | 1896                          | Auguste Gérard                           |           | Avoué, conseiller d'arrondissement                   |
| 1971 (?)                                 | 1989 (?)                      | Pierre Claudel (1931-2015)               |           | Agriculteur                                          |
| 1989 (?)                                 | 1997                          | Gilles Toussaint (1933-2008)             |           | Facteur retraité Démissionnaire pour raison de santé |
| octobre 1997                             | En cours (au 18 février 2015) | Patrick Villaume                         |           | Entrepreneur T.P.                                    |

## Population et société

### Démographie

#### Évolution démographique
L'évolution du nombre d'habitants est connue à travers les recensements de la population effectués dans la commune depuis 1793. Pour les communes de moins de 10 000 habitants, une enquête de recensement portant sur toute la population est réalisée tous les cinq ans, les populations de référence des années intermédiaires étant quant à elles estimées par interpolation ou extrapolation. Pour la commune, le premier recensement exhaustif entrant dans le cadre du nouveau dispositif a été réalisé en 2006.

En 2022, la commune comptait 291 habitants, en évolution de −9,06 % par rapport à 2016 (Vosges : −2,96 %, France hors Mayotte : +2,11 %).
| 1793 | 1800 | 1806 | 1821 | 1831 | 1836 | 1841 | 1846 | 1856 |
| ---- | ---- | ---- | ---- | ---- | ---- | ---- | ---- | ---- |
| 456  | 565  | 578  | 644  | 622  | 639  | 660  | 658  | 585  |

| 1861 | 1866 | 1876 | 1881 | 1886 | 1891 | 1896 | 1901 | 1906 |
| ---- | ---- | ---- | ---- | ---- | ---- | ---- | ---- | ---- |
| 544  | 539  | 518  | 515  | 512  | 487  | 465  | 440  | 432  |

| 1911 | 1921 | 1926 | 1931 | 1936 | 1946 | 1954 | 1962 | 1968 |
| ---- | ---- | ---- | ---- | ---- | ---- | ---- | ---- | ---- |
| 379  | 321  | 326  | 294  | 281  | 206  | 258  | 256  | 261  |

| 1975 | 1982 | 1990 | 1999 | 2006 | 2011 | 2016 | 2021 | 2022 |
| ---- | ---- | ---- | ---- | ---- | ---- | ---- | ---- | ---- |
| 232  | 227  | 253  | 282  | 308  | 302  | 320  | 300  | 291  |

### Enseignement
Établissements d'enseignements :
- Écoles maternelles et primaires à Hurbache, La Voivre, Moyenmoutier, Saint-Dié-des-Vosges, Étival-Clairefontaine.
- Collèges à Saint-Dié-des-Vosges, Senones.
- Lycées à Saint-Dié-des-Vosges.

### Santé
Professionnels et établissements de santé : 
- Médecins à Moyenmoutier, Étival-Clairefontaine, Saint-Michel-sur-Meurthe, Senones.
- Pharmacies à Moyenmoutier, Étival-Clairefontaine, Saint-Michel-sur-Meurthe, Senones.
- Hôpitaux à Senones, Raon-l'Étape, Badonviller, Baccarat.

### Cultes
- Culte catholique, Paroisse Sainte-Odile[28], Diocèse de Saint-Dié.

## Économie
Les activités locales s'articulent autour de l'artisanat (entreprise du bâtiment et travaux publics), la forêt (exploitations forestières, scierie, fabrique de palettes pour l'industrie), l'agriculture (élevage, lait), la culture (atelier du peintre Fausto Olivares, sculpture sur métal d'Emmanuel Perrin), pour un total de 55 emplois dans la commune en 2013.

### Entreprises et commerces

#### Agriculture
- Sylviculture et autres activités forestières.

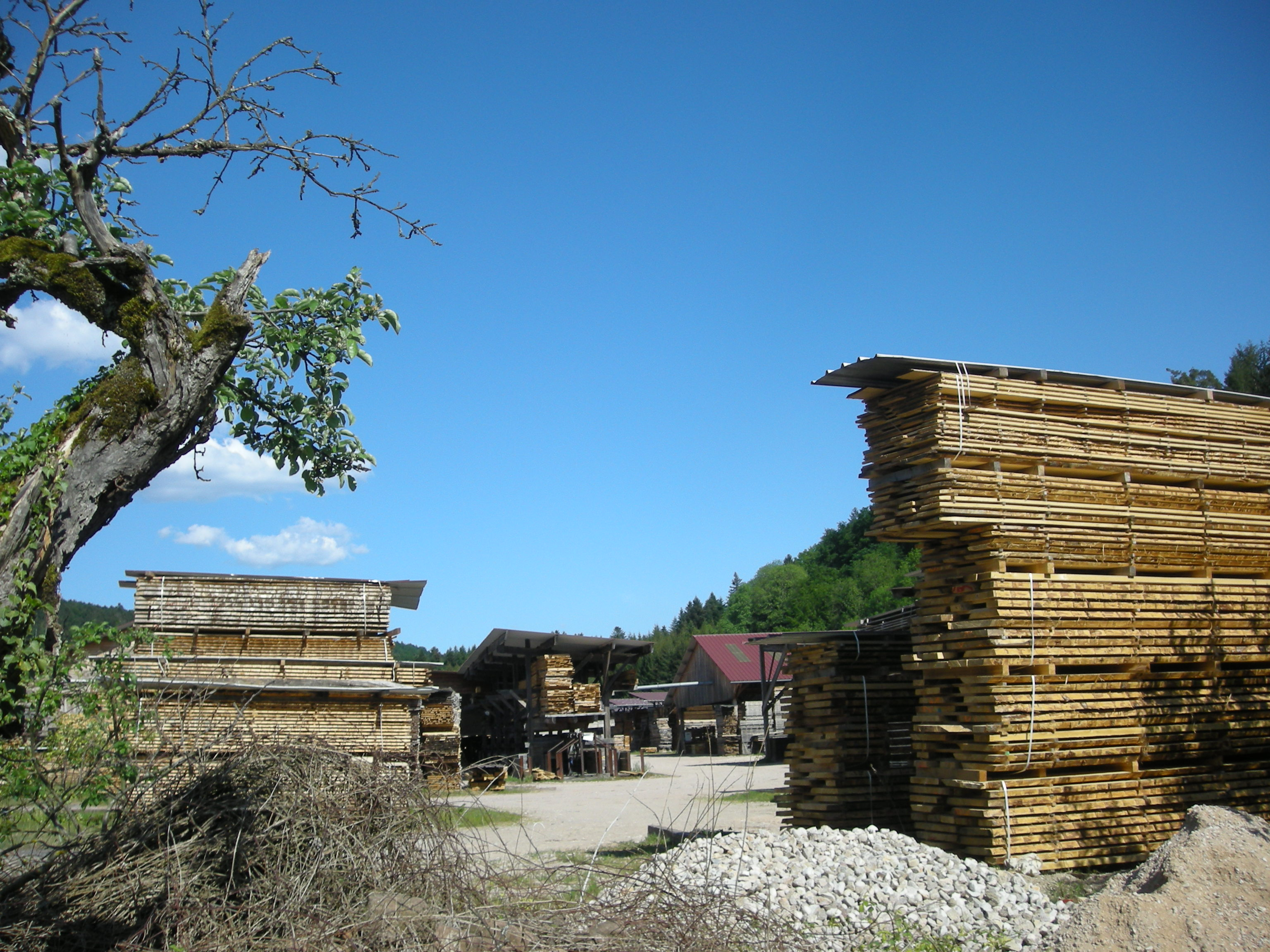
Une scierie.

- Élevage de vaches laitières.
- Élevage de chevaux et d'autres équidés.

#### Tourisme
- Hébergements et restauration à Denipaire, La Voivre, Senones, Raon-l'Étape, Jeanménil.

#### Commerces
- Commerces et services de proximité.

## Culture locale et patrimoine

### Lieux et monuments

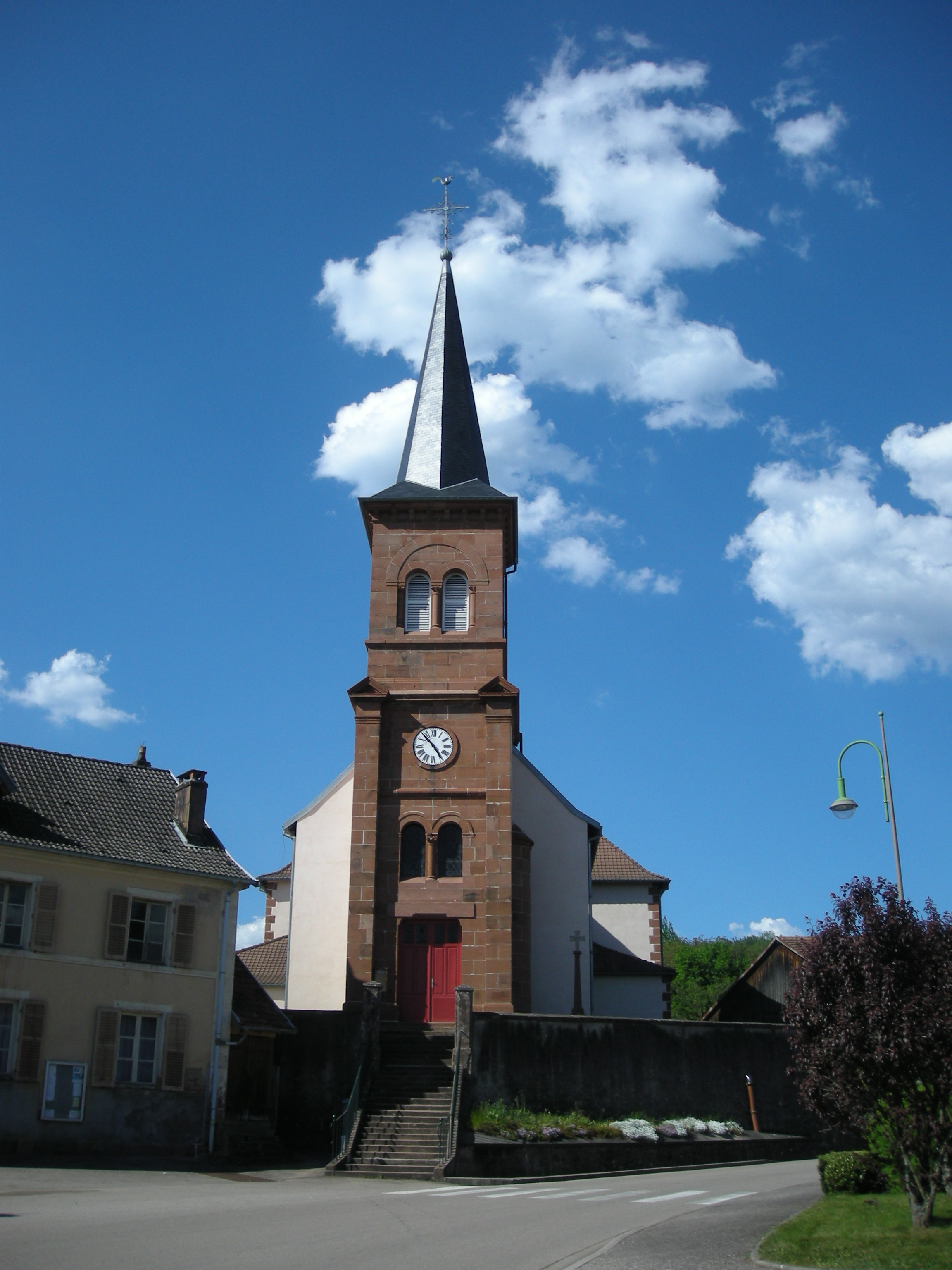
L'église Saint-Étienne-et-Saint-Gengoult.
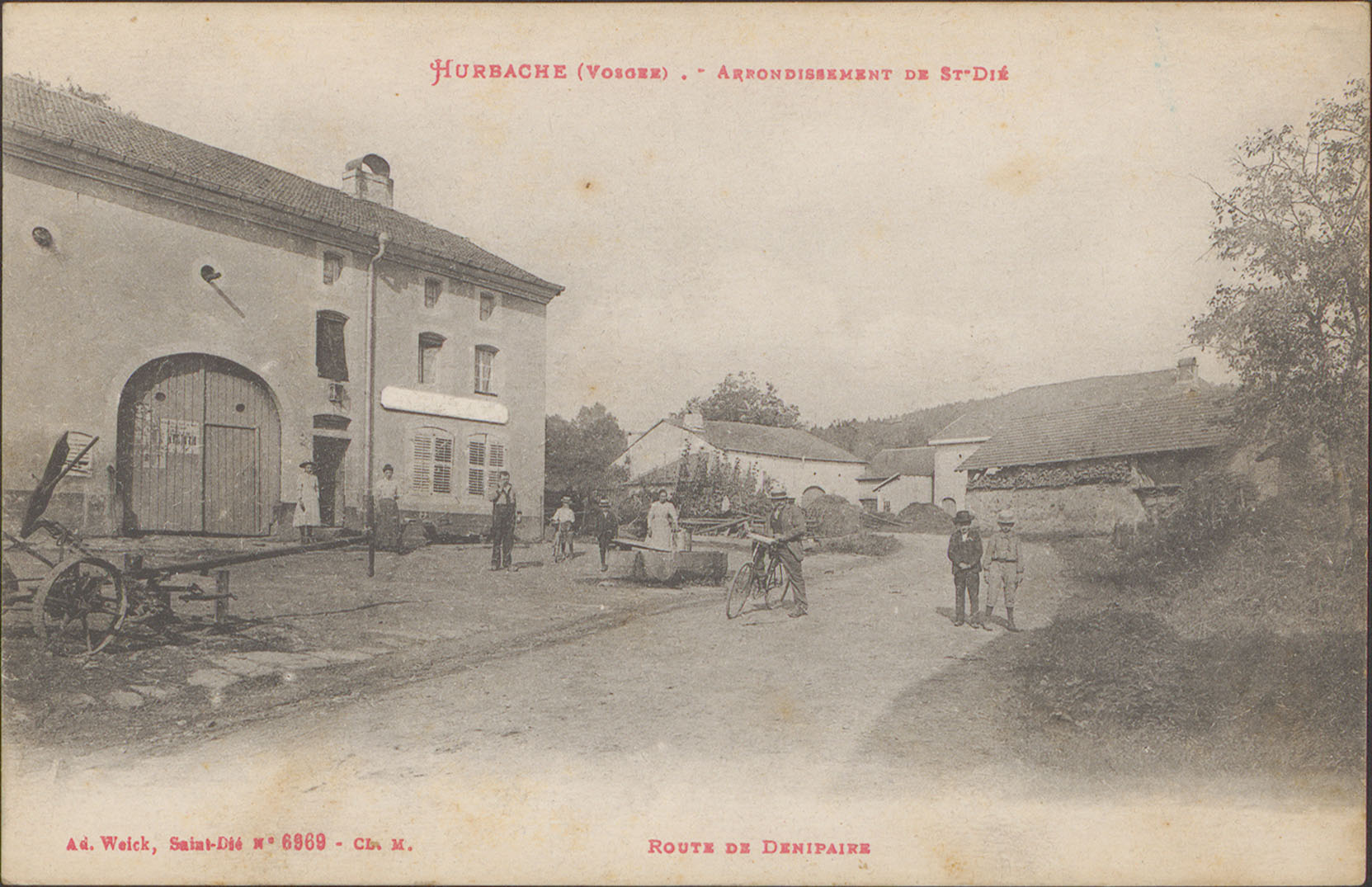
Route de Denipaire.
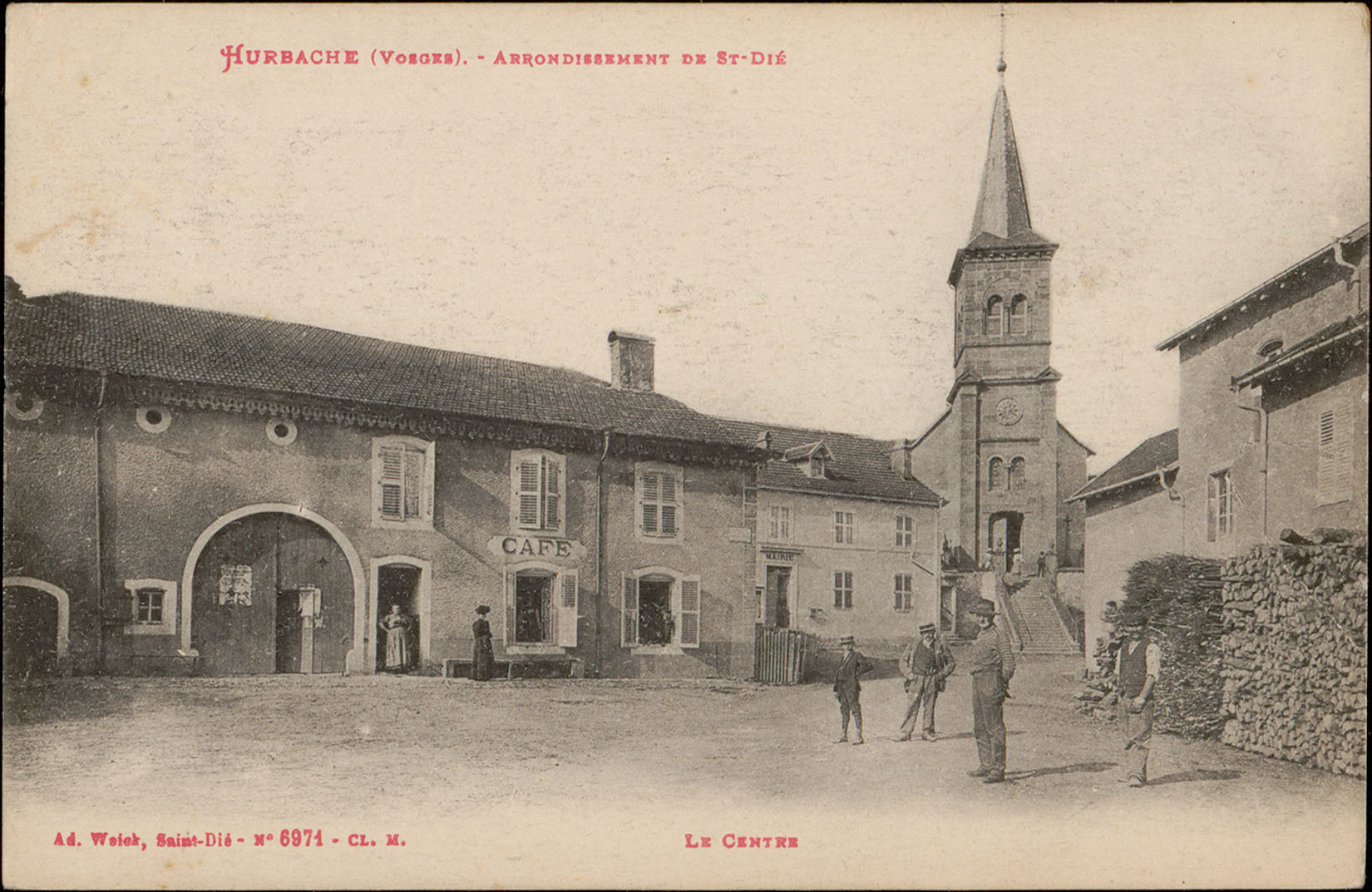
Le Centre.
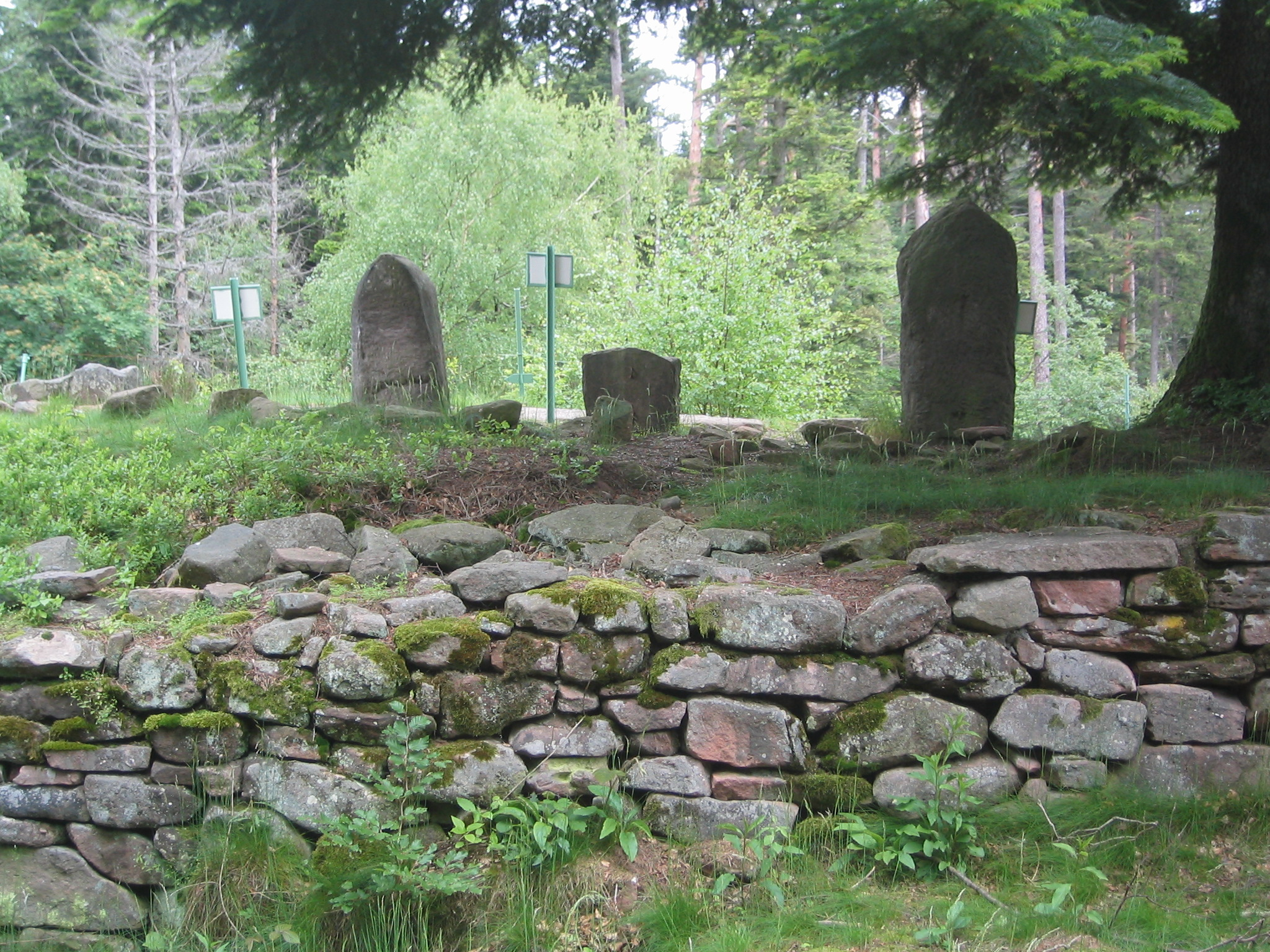
Muraille et stèles funéraires au Camp celtique de la Bure.

- L'église Saint-Étienne-et-Saint-Gengoult date du XIXe siècle. L'ancienne église a été détruite pendant la Révolution.

Vitraux de Gabriel Loire.
Tableau La consécration d'un évêque,.
- Monuments commémoratifs[33].
- Camp celtique de la Bure dont une fraction relève du territoire communal d'Hurbache.
- Patrimoine architectural rural recensé par le service de l'Inventaire général du patrimoine culturel[34],[35].

### Personnalités liées à la commune
- Baron Henry de Nourroy (?-1660)[36],[37], haut figurant du siège de la Mothe.
- Famille de Crevoisier d'Hurbache et de Vomécourt (XVIIIe – XIXe siècles)
  - Maxime et Lionel de Crevoisier de Vomécourt[38].
- Edmond Gérard (1861-1918), député des Vosges, ancien maire de la commune de 1879 à 1896.
- Fausto Olivares (1940-1995), peintre espagnol (musée).

## Pour approfondir